# Nematolebias whitei
Espèce
Synonymes
- Cynolebias whitei Myers, 1942
- Pterolebias elegans Ladiges, 1958[2]
- Cynolebias elegans (Ladiges, 1958)
- Leptolebias elegans (Ladiges, 1958)

Nematolebias whitei est une espèce de poissons de la famille des Rivulidae et de l'ordre des Cyprinodontiformes native du Brésil. Il s'agit de l'espèce-type de son genre.